# Walter Scheele
Walter Scheele (* 23. Januar 1926 in Düsseldorf; † 30. Juni 2016) war ein deutscher Wirtschaftswissenschaftler. Er war Professor für Marketing in Düsseldorf.

## Leben
Die Jahre von 1945 bis 1948 verbrachte Scheele in Kriegsgefangenschaft in Nordafrika, nachdem er am Ende des Zweiten Weltkriegs mit einem Ruderboot aus Portorož nach Venedig geflohen war. Die Briefe, die er von dort schrieb, wurden später in dem Buch Briefe aus meiner Gefangenschaft in Ägypten von seinem Sohn Norbert W. Scheele herausgegeben und veröffentlicht.
Er war Gesellschafter verschiedener Werbeagenturen und führte Werbekampagnen für Parteien und für Konsumgüter. Er leitete seit den 1960er-Jahren Podiumsdiskussionen im Zusammenhang mit Kommunikation und Werbung im In- und Ausland.
Ab 1971 lehrte Scheele an der Fachhochschule Düsseldorf das Fach Betriebswirtschaftslehre, insbesondere Marketing.
In den Jahren von 1976 bis 1986 war er Herausgeber des Jahrbuch der Werbung. Er schrieb Artikel für Fachzeitschriften wie Werben & Verkaufen und veröffentlichte auch Bücher zu Themen der Kommunikation. 1979 erschien das Buch Zwischen Kauf und Verkauf lauert die Sünde. Jahrhunderte der Werbung in Geschichten und Bildern.
Nach seiner aktiven Zeit widmete er sich verstärkt dem Kulturmarketing, indem er Kultureinrichtungen beriet. Seine Graphiken und die Sammlung zum Thema Werbung und Marktrufe waren bekannt und wurden in seinen Vorträgen und Vorlesungen verwendet. In Düsseldorf gab es nach seinem Tod eine Sonderausstellung zum Thema Werbung mit Leihgaben von ihm. Er war lange Jahre Vorsitzender der Friedrich-Spee-Gesellschaft.
Scheele hatte zwei Töchter und einen Sohn.

## Publikationen
- Richtiger Preis – besserer Absatz: Aktive Preis- u. Rabattpolitik. Verl. Moderne Industrie, München 1962.
- Verkaufsaktive Preis- und Rabattpolitik. Verl. Moderne Industrie, München 1968.
- Werbung heute im Marketing-Prozeß für technische Produkte. Deutsche Marketing-Vereinigung e. V., Düsseldorf 1971.
- Zwischen Kauf und Verkauf lauert die Sünde. Jahrhunderte der Werbung in Geschichten und Bildern. Seewald, Stuttgart-Degerloch 1979, ISBN 3-512-00565-9.
- Aus meiner Gefangenschaft in Ägypten. Briefe von Walter Scheele, gesammelt und herausgegeben im Selbstverlag von Norbert W. Scheele, BoD, BuchDrucker.at, ohne Datum